# Reformismo islámico
El reformismo islámico es un movimiento intelectual que surgió durante el siglo XIX como respuesta a la influencia occidental y al declive del poder islámico que se estaban produciendo desde el siglo XVIII. El principal objetivo que perseguían era la conciliación de los valores modernistas occidentales tales como la democracia, los derechos civiles, el nacionalismo, la igualdad y el progreso con la fe musulmana, y para llegar a ello abogaban por la reinterpretación de los textos sagrados.

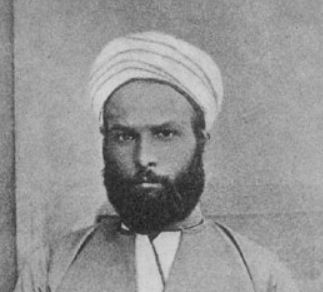
Muhammad Abduh.

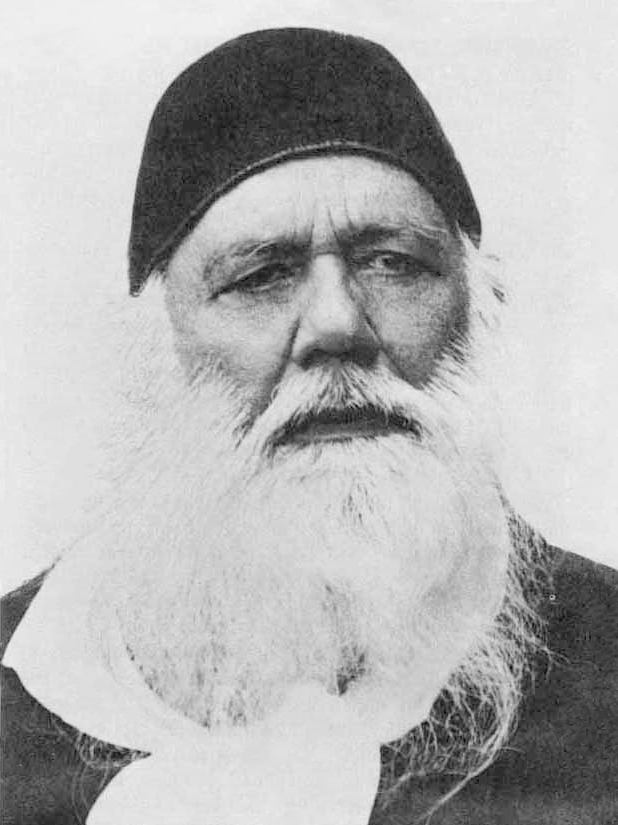
Syed Ahmed Khan.

Los principales intelectuales y teólogos que fundaron este movimiento fueron Jamal al-Din al-Afghani, Muhammad Abduh, Syed Ahmed Khan y Chiragh Ali.
Entre los numerosos autores musulmanes inspirados por esos maestros (especialmente por al-Afghani y Muhammad Abduh), y que como ellos, se reclaman salafíes (es decir fieles al mensaje original del islam, representado por el salaf -nombre que engloba a las primeras generaciones, la de los compañeros del profeta -los sahaba- y la de sus continuadores inmediatos -los tabi‘un-), encontramos a los salafíes contemporáneos, pero aunque compartan la misma denominación, no debemos confundir su pensamiento ideológico. La aureola de reformismo llevado a cabo por estos pioneros fue un movimiento de enorme influencia y calado que "revitalizó" el islam a finales del siglo XIX. 
El fenómeno de la reforma se conoce en árabe bajo el término de islah, que significa reparación, arreglo, mejora. Se trata de lograr que algo vuelva a ser de utilidad y recupere su bondad original. En árabe moderno, el término islah comprende la idea general de "reforma". 
De esta manera, la reforma que tuvo lugar a finales del siglo XIX y comienzos del siglo XX fue un intento de renovación del islam.

## Características
Las características principales de este movimiento reformista son las siguientes:
- Reconocimiento de la importante influencia e incidencia de la cultura occidental dentro del islam y de las sociedades islámicas. Deseo de mejorar los conocimientos científicos y técnicos occidentales y, a la vez, intención de poner límites a la explotación directa de los países occidentales en los árabes-islámicos a través del imperialismo.[4]
- Conexión con la Nahda o movimiento cultural literario  renacentista, que marcó "el despertar" del oriente árabe. Tanto la Nahda como el islah tuvieron que ver con la incidencia e impacto del pensamiento y la civilización occidentales en sus colonias.
- Evolución liberal del régimen otomano, el cual gobernaba una vasta región de países árabes de Oriente Medio hasta la Primera Guerra Mundial. Bajo el sultán Abdülmecit se otorgaron la primera carta imperial garantizando las libertades civiles. Éstas fueran implementadas de manera progresiva debido a la oposición de los sectores más tradicionales.
- Renovación estructural de las iglesias de oriente y su apertura a la espiritualidad y a las ideas occidentales. Este gesto conllevó una doble respuesta por parte de muchos responsables religiosos o ulemas, quienes por un lado reaccionaron con celo y por el otro lo tomaron como un buen ejemplo a seguir.
- Invocación de los principales objetivos de la sharía o ley islámica, conocidos como Maqasid, para apoyar al bien común o Maslaha (también entendida como una segunda fuente de jurisprudencia), para así, reformar aspectos políticos y éticos de la sociedad considerados necesarios.[5]
- Reinterpretación de las fuentes sagradas para renovar la ley islámica e introducir los nuevos términos civiles y racionales

## Desarrollo
Fue un movimiento profundo pero fuertemente condicionado por circunstancias externas. La influencia occidental puede verse tanto en el contenido como en la forma del reformismo absorbiendo en cierta manera las capacidades propias del islam y de las sociedades islámicas. 
La situación del islam en el mundo moderno se convirtió en uno de los principales temas de discusiones reformistas. En estas, se reiteraba las posiciones a favor de la evolución social e intelectual, resaltando la importancia de mejorar, corregir, implementar un modelo de islah en la sociedad. Esta misma palabra se convirtió en una especie de leitmotiv en la literatura reformista, ya que, Muhammad Abduh la utiliza con frecuencia como el signo de una idea-fuerza en su obra Risalat al tawhid.  Archivado el 3 de enero de 2018 en Wayback Machine.  En ella habla de reforma espiritual y social, mejora de los libros de la sabiduría (islámica) y de los métodos de enseñanza, regeneración de las almas, etcétera. Así se muestra la variedad de campos de aplicación de islah. 
Al buscar reformar la enseñanza, la justicia y las prácticas islámicas, los partidarios a la reforma, eran conscientes de estar atacando las estructuras tradicionales de la sociedad musulmana. La reforma invocada por Muhammad Abduh y sus discípulos requería un amplio movimiento de renovación que comprendiera todos los sectores de la vida musulmana. Invocaron la reforma en lugares que calificaríamos de "laicos", como los estudios lingüísticos y literarios, organizaciones (militares, escolares, etc.). Bajo su óptica se trataría, de una reforma global de la ciudad musulmana. Gracias a al-Afghani, Muhammad Abduh entre otros, consiguieron integrar la idea de la reforma en el pensamiento musulmán moderno, muchos escritores y poetas con ideas laicas, simpatizaron con el isla?. Para las élites "occidentalizadas" , esto era un progreso y regeneración moral.
Aunque la reforma islámica tenía buenas intenciones, fue la consecuencia de un complejo de inferioridad ante Occidente. No fue desarrollo natural del Islam. La admiración de los reformistas por las "conquistas" occidentales en cuestiones de ciencia y técnicas alimentó más la sensación de derrota de los musulmanes además de coronar a Occidente como ejemplo a seguir generándose contradicciones y conflictos que siguen a día de hoy.